# Secret Garden (álbum)
Secret Garden é o oitavo álbum da banda brasileira de power metal Angra, lançado em 17 de dezembro de 2014 no Japão e em 16 de janeiro de 2015 no Brasil e na Europa. O álbum foi produzido e gravado na Suécia por Jens Bogren, com pré-produção de Roy Z, sendo o primeiro álbum com Bruno Valverde na bateria e Fabio Lione nos vocais. O álbum também conta com algumas partes cantadas pelo guitarrista Rafael Bittencourt e tem participações especiais da cantora holandesa Simone Simons (Epica) e da também cantora Doro Pesch, da Alemanha.

## Descrição
Sobre o álbum, o guitarrista Kiko Loureiro comentou em junho de 2014:
| “ | As mudanças musicais sempre acontecem porque nós mudamos como pessoas também. Então não apenas as mudanças de formação, então você pode esperar algumas mudanças, é claro, com o Fabio, uma voz diferente. Nós tentamos buscar novos caminhos para fazer música, então com certeza vocês ouvirão uma coisa nova e diferente, mas o núcleo e a essência do Angra estarão sempre lá de qualquer forma. | ” |

Segundo Rafael Bittencourt em entrevista ao programa Metrópolis da TV Cultura em 9 de junho de 2015, o álbum mostra a mistura religiosa que compõe a banda unindo em um trabalho músicas bem diferentes umas das outras. A história de um cientista que perde a sua amada, e suas reflexões após isto é o tema que amarra o álbum.

## Faixas
Todas as letras escritas por Rafael Bittencourt, exceto onde indicado.
| N.º | Título                              | Letras                       | Música                                                 | Duração |  |
| 1.  | "Newborn Me"                        |                              | Loureiro, Bittencourt, Andreoli, Lione                 | 6:13    |  |
| 2.  | "Black Hearted Soul"                |                              | Loureiro, Bittencourt, Lione                           | 4:48    |  |
| 3.  | "Final Light"                       | Andreoli                     | Loureiro, Bittencourt, Andreoli, Lione, Bruno Valverde | 4:24    |  |
| 4.  | "Storm of Emotions"                 | Bittencourt, Andreoli, Lione | Bittencourt, Andreoli, Lione                           | 4:56    |  |
| 5.  | "Violet Sky"                        | Loureiro, Bittencourt        | Loureiro, Bittencourt                                  | 4:48    |  |
| 6.  | "Secret Garden" (com Simone Simons) | Maria Ilmoniemi              | Maria Ilmoniemi                                        | 4:03    |  |
| 7.  | "Upper Levels"                      |                              | Loureiro, Andreoli, Lione                              | 6:28    |  |
| 8.  | "Crushing Room" (com Doro Pesch)    | Ilmoniemi, Bittencourt       | Loureiro, Ilmoniemi                                    | 5:07    |  |
| 9.  | "Perfect Symmetry"                  |                              | Bittencourt                                            | 4:22    |  |
| 10. | "Silent Call"                       |                              | Bittencourt                                            | 3:48    |  |

| Faixa bônus da edição europeia; figura como a 5ª faixa |                                          |        |         |  |
| N.º                                                    | Título                                   | Música | Duração |  |
| 5.                                                     | "Synchronicity II" (cover do The Police) | Sting  | 5:04    |  |

| CD bônus da edição japonesa (Live at Loud Park 2013) |                        |                                               |         |  |
| N.º                                                  | Título                 | Música                                        | Duração |  |
| 1.                                                   | "Angels Cry"           | Andre Matos, Bittencourt                      | 6:54    |  |
| 2.                                                   | "Nothing to Say"       | Matos, Loureiro, Ricardo Confessori           | 6:25    |  |
| 3.                                                   | "Waiting Silence"      | Loureiro, Bittencourt                         | 4:57    |  |
| 4.                                                   | "Time"                 | Matos, Bittencourt                            | 5:57    |  |
| 5.                                                   | "Lisbon"               | Matos                                         | 4:53    |  |
| 6.                                                   | "Winds of Destination" | Loureiro, Bittencourt                         | 7:33    |  |
| 7.                                                   | "Gentle Change"        | Luis Mariutti, Bittencourt, Confessori        | 5:44    |  |
| 8.                                                   | "Unfinished Allegro"   | Matos                                         | 1:11    |  |
| 9.                                                   | "Carry On"             | Matos                                         | 5:44    |  |
| 10.                                                  | "Rebirth"              | Loureiro, Bittencourt                         | 6:03    |  |
| 11.                                                  | "Nova Era"             | Edu Falaschi, Loureiro, Andreoli, Bittencourt | 5:47    |  |

## Créditos
Angra
- Fabio Lione - vocal
- Rafael Bittencourt - guitarra, vocal, backing vocals, violão em "Newborn Me" e "Silent Call" co-concepção da arte gráfica
- Kiko Loureiro - guitarra, violão, teclados, arranjos de teclados e vocais de apoio
- Felipe Andreoli - baixo, guitarra em "Newborn Me" e backing vocals
- Bruno Valverde - bateria
- Ricardo Confessori - bateria no CD bônus da edição japonesa (Live at Loud Park 2013)

Músicos Convidados
- Simone Simons - vocal em "Secret Garden"
- Doro Pesch - vocal em "Crushing Room"
- Eduardo "Cubano" Espasande - percussão
- Jon Phipps - sons de orquestra em "Perfect Symmetry"
- Henri Wilkinson - orquestrações adicionais em "Secret Garden"
- Maria Ilmoniemi - piano; órgão Hammond; arranjos de teclados
- Alírio Netto, Bruno Sutter, Fernanda Gianesella, Ronaldo Dias, Cláudia França e Juliana Pasini - vocais de apoio; coro
- Alessio Lucatti, Nei Medeiros, André Alvinzi, Kaspar Dahlqvist e Mattias Hjelm - teclados
- Tony Lindgren e Patrik Johansson - vocais de apoio adicionais

Produção
- Jens Bogren - produção, gravação e mixagem
- Oscar Gonzalez - gravações adicionais (Brasil)
- Alessio Lucatti - gravações adicionais (Itália)
- Roy Z - pré-produção
- Linus Corneliusson - assistência de mixagem e edição adicional
- Tony Lindgren - masterização
- Rodrigo Bastos Didier - concepção e criação da arte gráfica
- Rafael Bittencourt - concepção da arte gráfica
- Lucas Vieira - design de capa
- Henrique Grandi - fotos
- Ronder William - assistente de fotografia
- Paulo Baron - management e produção executiva
- Rodrigo Sauerweing - assistente de management
- Deyse Maes - finanças
- Gravado, mixado e masterizado no estúdio Fascination Street Studios (Örebro, Suécia)
- Gravações adicionais nos estúdios Nação Musical (São Paulo, Brasil) e Eden Studios (Pisa, Itália)

## Desempenho nas paradas
| Parada musical (2014/2015) | Posição |
| -------------------------- | ------- |
| França (SNEP)              | 174     |
| Bélgica (Ultratop Valônia) | 195     |
| Japão (Oricon)             | 20      |

## Histórico de lançamento
| País/Região                             | Data                   | Gravadora                |
| --------------------------------------- | ---------------------- | ------------------------ |
| Japão                                   | 17 de dezembro de 2014 | JVC/Victor Entertainment |
| Brasil                                  | 27 de janeiro de 2015  | Universal Music          |
| Estados Unidos, Canadá, Rússia e Europa | Data a ser anunciada   | Edel Music               |